# موتورهای هواگرد سافران
موتورهای هواگرد سافران (پیش‌تر اسنکما) به‌عنوان یک شرکت تابعه از سافران، یک توسعه‌دهنده و تولیدکننده موتور هواگرد، موتور موشک و موتور فضاپیمای فرانسوی است و مقر آن در کورکورن فرانسه است. این شرکت در زمینه طراحی، توسعهٔ فناوری، ساخت و نگهداری موتور هواپیماهای تجاری و هواپیماهای نظامی و همچنین موتورهای موشک برای وسیله پرتاب و ماهواره‌ها فعالیت می‌کند.
موتورهای هواگرد سافران یک شرکت تابعه از سافران است.

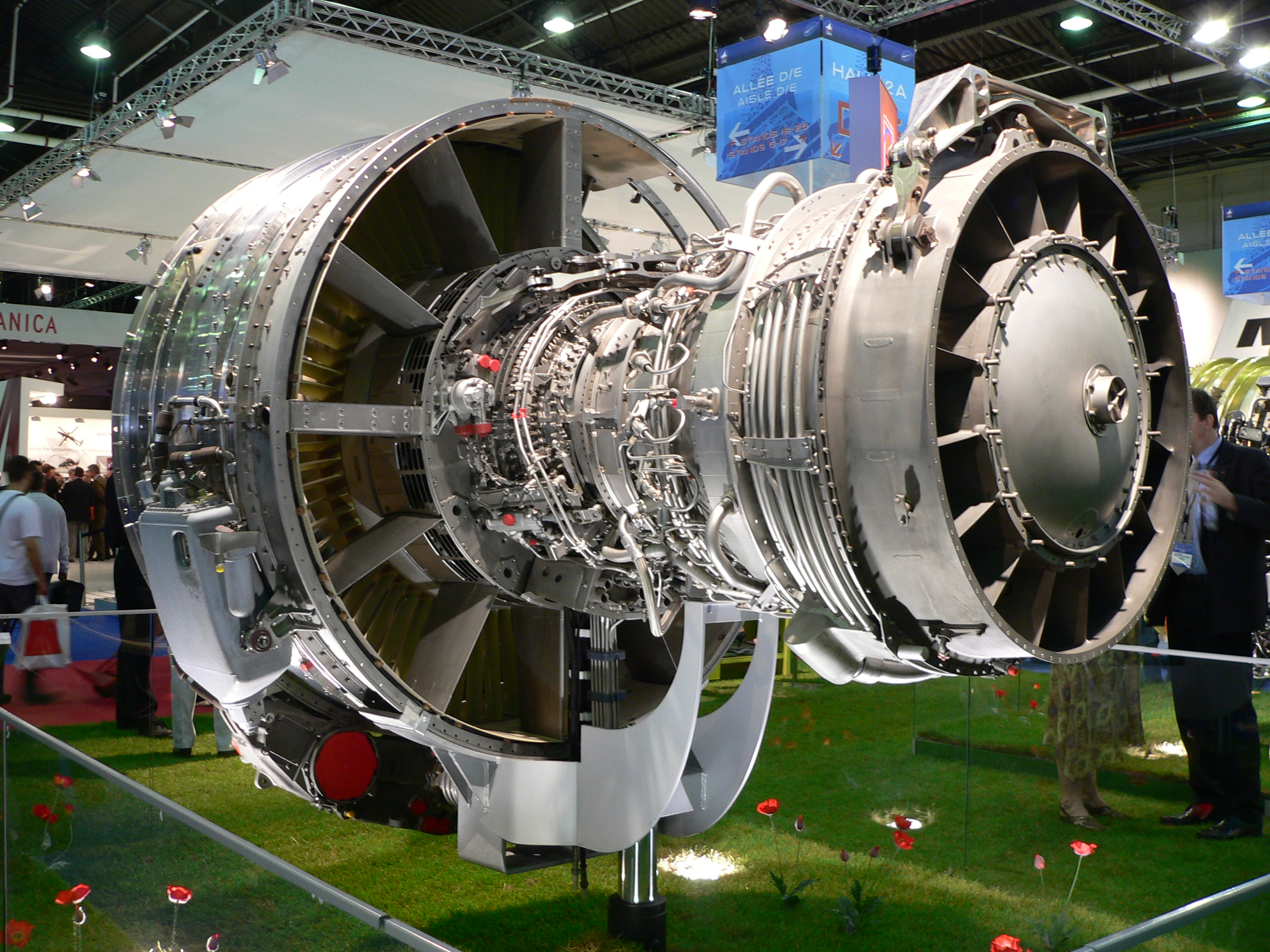
موتور سی‌اف‌ام اینترنشنال سی‌اف‌ام ۵۶ نیروی محرکه چندین هواپیمای مسافربری را تأمین می‌کند.